# Ribnik (kommun)
Ribnik är en kommun i Bosnien och Hercegovina.   Den ligger i entiteten Republika Srpska, i den västra delen av landet, 140 km nordväst om huvudstaden Sarajevo. Antalet invånare är 6 517. Arean är 511 kvadratkilometer.